# Saša Kaun
Aleksandr Olegovič Kaun, detto Saša (in russo Александр Олегович Каун?; Tomsk, 8 maggio 1985), è un ex cestista russo, professionista nella NBA e in Europa.

## Carriera
Kaun incomincia la carriera di cestista con la squadra dell'Università di Kansas, i Kansas Jayhawks. Nei quattro anni ai Jayhawks vince il titolo NCAA 2008. Dopo l'esperienza al college, con cifre eccellenti per i pochi minuti che gioca (poco più di 17 minuti a partita), viene ingaggiato da una delle migliori squadre del suo paese, il CSKA Mosca.
Al draft NBA 2008 è stato selezionato come 26ª scelta del secondo giro (56ª assoluta) dai Seattle SuperSonics. I suoi diritti sono successivamente stati girati ai Cleveland Cavaliers; tuttavia Kaun è rimasto a giocare in Europa.
L'8 giugno 2015, a soli 30 anni, annuncia il ritiro, ma pochi giorni dopo smentisce il ritiro, affermando di non voler più giocare in Europa sperando in un contratto da parte dei Cleveland Cavaliers, o comunque di una squadra NBA. Firma successivamente un contratto di due anni proprio con i Cavs. Dopo aver vinto il titolo NBA, il 23 luglio 2016 annuncia il ritiro ufficiale a causa di persistenti problemi alle caviglie.

## Statistiche

### College
| Anno       | Squadra         | PG  | PT | MP   | TC%  | 3P% | TL%  | RP  | AP  | PRP | SP  | PP  |
| ---------- | --------------- | --- | -- | ---- | ---- | --- | ---- | --- | --- | --- | --- | --- |
| 2004-2005  | Kansas Jayhawks | 27  | 2  | 10,0 | 53,6 | -   | 33,3 | 2,3 | 0,1 | 0,1 | 0,6 | 2,6 |
| 2005-2006  | Kansas Jayhawks | 33  | 29 | 19,3 | 56,2 | -   | 53,5 | 5,3 | 0,4 | 0,5 | 1,1 | 8,2 |
| 2006-2007  | Kansas Jayhawks | 35  | 28 | 17,4 | 53,0 | -   | 50,0 | 3,8 | 0,5 | 0,3 | 1,4 | 5,9 |
| 2007-2008† | Kansas Jayhawks | 40  | 6  | 17,7 | 61,9 | -   | 54,1 | 3,9 | 0,3 | 0,4 | 1,2 | 7,1 |
| Carriera   | Carriera        | 135 | 65 | 16,5 | 56,8 | -   | 51,2 | 3,9 | 0,3 | 0,4 | 1,1 | 6,1 |

### NBA

#### Regular Season
| Anno       | Squadra             | PG | PT | MP  | TC%  | 3P% | TL%  | RP  | AP  | PRP | SP  | PP  |
| ---------- | ------------------- | -- | -- | --- | ---- | --- | ---- | --- | --- | --- | --- | --- |
| 2015-2016† | Cleveland Cavaliers | 25 | 0  | 3,8 | 52,9 | -   | 45,5 | 1,0 | 0,1 | 0,2 | 0,2 | 0,9 |
| Carriera   | Carriera            | 25 | 0  | 3,8 | 52,9 | -   | 45,5 | 1,0 | 0,1 | 0,2 | 0,2 | 0,9 |

### Eurolega
| Anno      | Squadra    | PG  | PT | MP   | TC%  | 3P% | TL%  | RP  | AP  | PRP | SP  | PP  |
| --------- | ---------- | --- | -- | ---- | ---- | --- | ---- | --- | --- | --- | --- | --- |
| 2008-2009 | CSKA Mosca | 10  | 0  | 5,1  | 42,9 | -   | 41,7 | 1,5 | 0,1 | 0,0 | 0,3 | 1,1 |
| 2009-2010 | CSKA Mosca | 21  | 17 | 22,4 | 71,3 | -   | 56,9 | 4,6 | 0,6 | 0,4 | 1,0 | 9,1 |
| 2011-2012 | CSKA Mosca | 21  | 4  | 11,4 | 71,2 | -   | 51,6 | 2,0 | 0,1 | 0,4 | 0,2 | 4,3 |
| 2012-2013 | CSKA Mosca | 30  | 27 | 20,8 | 71,6 | -   | 52,0 | 4,0 | 0,5 | 0,4 | 1,2 | 8,1 |
| 2013-2014 | CSKA Mosca | 30  | 16 | 18,4 | 70,1 | -   | 59,0 | 3,5 | 0,5 | 0,8 | 0,8 | 8,4 |
| 2014-2015 | CSKA Mosca | 30  | 30 | 20,1 | 69,1 | -   | 67,3 | 4,5 | 0,5 | 0,4 | 0,9 | 9,9 |
| Carriera  | Carriera   | 142 | 94 | 17,9 | 70,2 | -   | 58,1 | 3,6 | 0,4 | 0,5 | 0,8 | 7,6 |

## Palmarès

### Squadra

#### Competizioni nazionali
- Titoli NCAA: 1

Kansas Jayhawks: 2008
- Campionato russo: 7

CSKA Mosca: 2008-09, 2009-10, 2010-11, 2011-12, 2012-13, 2013-14, 2014-15
- Coppa di Russia: 1

CSKA Mosca: 2009-2010
- Campionato NBA: 1

Cleveland Cavaliers: 2016
- VTB United League: 6

CSKA Mosca: 2008, 2009-10, 2011-12, 2012-13, 2013-14, 2014-15

### Individuale
- VTB United League Defensive Player of the Year: 1

CSKA Mosca: 2013-14